# Жилінський Дмитро Дмитрович
Дмитро́ Дми́трович Жилі́нський  (нар. 25 травня 1927, Сочі, РРФСР—29 липня 2015, Москва, Росія) — російський радянський художник. Серед творів — портрети, пейзажі, натюрморти, жанрові картини.

## Біографія та творчість
Народився на півдні країни. В дитинстві жив у станиці Апшеронська.
Художнє навчання опанував в Москві в повоєнні роки. Навчався в Московському інституті ужиткового мистецтва (1944—1945 рр.), пізніше закінчив Московський державний художній інститут імені Сурикова. Серед викладачів Жилінського — Корін Павло Дмитрович.
Улюблена техніка — темпера по левкасу. Серед знайомих художника — уславлений графік Фаворський Володимир Андрійович, порадами і настановами якого користувався в творчості.

## Громадянська позиція
У березні 2014 року підписав листа на підтримку політики президента Росії Володимира Путіна щодо російської військової інтервенції в Україну.

## Деякі картини
- Портрет В. А. Фаворського
- Родина біля моря
- Гімнасти
- Хлопчик і гори
- Літо. Родина художників Іванових
- Адам і Єва
- Грає Святослав Ріхтер.